# Heisuke Hironaka
Heisuke Hironaka (広中 平祐 Hironaka Heisuke; født 9. april 1931) er en japansk matematiker. Efter at have færdiggjort sine bachelorstudier ved Kyoto University, skiftede han til Harvard University, hvorfra han fik sin PhD-grad. Han vandt Fieldsmedaljen i 1970.
Hironaka er gift med Wakako Hironaka, en politiker, og de har to børn.